# D12-masna kiselina dehidrogenaza
D12-masna kiselina dehidrogenaza (EC 1.14.99.33, crepeninatna sintaza, linoleatna Delta12-masno kiselinska acetilenaza (desaturaza)) je enzim sa sistematskim imenom linoleat, vodonik-donor:kiseonik oksidoreduktaza (Delta12-unsaturacija). Ovaj enzim katalizuje sledeću hemijsku reakciju:
linoleat + AH2 + O2 {\displaystyle \rightleftharpoons } krepeninat + A + 2H2O
Ovaj enzim sadrži gvožđe nevezano za hem.

## Literatura
- Nicholas C. Price; Lewis Stevens (1999). Fundamentals of Enzymology: The Cell and Molecular Biology of Catalytic Proteins (Third изд.). USA: Oxford University Press. ISBN 019850229X.
- Eric J. Toone (2006). Advances in Enzymology and Related Areas of Molecular Biology, Protein Evolution (Volume 75 изд.). Wiley-Interscience. ISBN 0471205036.
- Branden C; Tooze J. Introduction to Protein Structure. New York, NY: Garland Publishing. ISBN 0-8153-2305-0.
- Irwin H. Segel. Enzyme Kinetics: Behavior and Analysis of Rapid Equilibrium and Steady-State Enzyme Systems (Book 44 изд.). Wiley Classics Library. ISBN 0471303097.

## Spoljašnje veze
- Delta12-fatty+acid+dehydrogenase на 